# Verfassung der Pitcairninseln
Die Verfassung der Pitcairninseln ist das oberste Gesetz der Pitcairninseln, eines britischen Überseegebiets im Südpazifik. Die Verfassung wurde am 10. Februar 2010 von Elisabeth II. erlassen (Pitcairn Constitution Order 2010) und gilt seit dem 4. März des Jahres.

## Aufbau
Die Verfassung ist in zehn Bereiche untergliedert, wobei Abschnitte I und II die Grund- und Menschenrechte sowie die Verbindung zum Vereinigten Königreich erläutert.
Die Verfassung sieht eine Gewaltenteilung in Exekutive, Legislative und Judikative vor. Zudem gibt es die Position des Ombudsmann.
- Exekutive: Der Exekutive steht der britische Monarch vor, der durch einen Gouverneur vertreten wird. Der Inselrat der Pitcairninseln ist das Parlament. Der Attorney General ist Mitglied der Exekutive. Der Bürgermeister ist de facto das Regierungsoberhaupt, findet jedoch in der Verfassung keine Erwähnung.

- Legislative: Die Legislative liegt beim Gouverneur in Absprache mit dem Inselrat.

- Judikative: Es gibt auf den Pitcairninseln einen Supreme Court und ein Berufungsgericht sowie die Möglichkeit zur Einrichtung niederer Gerichte.